# Il mostro (film 1977)
Il mostro è un film italiano del 1977, diretto da Luigi Zampa.

## Trama

Dina (Sydne Rome) in una scena

Valerio Barigozzi è un cronista fallito, con un matrimonio a pezzi alle spalle e un figlio adolescente e introverso, Luca, che preferirebbe vivere con il padre, se questi non si trovasse troppo in difficoltà economiche per accoglierlo in casa. La moglie gli rinfaccia spesso questa sua situazione e anche al lavoro non gode della piena stima di colleghi e superiori, benché si ritenga in possesso di capacità giornalistiche che non ha ancora avuto modo di valorizzare debitamente.
Ritrovatosi dunque sempre in bolletta, per sbarcare il lunario Barigozzi è ridotto a rispondere alla posta delle lettrici di una rubrica sentimentale di un grande giornale romano, con una scrivania posta vicina ai servizi igienici, e a scrivere romanzetti gialli sotto pseudonimo. Un giorno riceve una lettera anonima che gli preannuncia l'assassinio di "Nonno Gustavo", un noto conduttore televisivo di programmi per ragazzi. L'omicidio viene effettivamente commesso e Barigozzi, che s'era recato sul posto per parlare con la potenziale vittima, è il primo a scoprirne il cadavere, ma, senza una prova dell'esclusiva, non viene preso in considerazione dal direttore del giornale per cui lavora. Il modus operandi del killer è di sfondare il cranio della vittima a colpi di martello per poi tracciare una V sul volto con un rossetto.
L'occasione si presenta subito dopo, quando il misterioso assassino, che si firma "il mostro", gli preannuncia l'uccisione di Gigi Valli, un portiere di una squadra di calcio. Questa volta sfrutta l'occasione e si reca al campo di allenamento munito di macchina fotografica. Quando lo sportivo viene massacrato a colpi di martello, il giornalista riesce a fare lo scoop della sua vita. Inizia quindi una rapida ascesa nel mondo del giornalismo grazie ai suoi sorprendenti articoli, coi quali permette alte tirature al giornale in cui lavora e guadagnandosi la stima e la fiducia di Giorgio, il figlio del direttore. Nel frattempo si rimette economicamente sia grazie all'ingaggio da inviato, ma anche per gli sponsor fra cui Baruffi, il proprietario della fabbrica di cosmetici che produce il rossetto usato dall'assassino, e Dina, una cantante che sta incidendo una nuova canzone che ha a che fare con il mostro.
L'uomo sfrutta con cinismo questo stato di cose, senza farsi scrupoli morali, né interrogarsi sulle possibili conseguenze derivanti dai suoi legami con il mostro. Quest'ultimo, nel frattempo, colpisce ancora uccidendo il direttore del giornale e successivamente la cantante Dina, con la quale Barigozzi stava intrattenendo una relazione. Troppi indizi finiscono per fare cadere i sospetti della polizia proprio su di lui, che viene arrestato. Durante la prigionia il giornalista ha il tempo per riflettere sugli avvenimenti, e intuisce che il mostro vive proprio a casa sua; scopre infatti che le lettere anonime sono state redatte con la sua macchina da scrivere. Inizialmente crede che la responsabile dei delitti sia l'ex moglie Anna, che avrebbe agito con il proposito di distruggergli la carriera. Riesce, così, a convincere il commissario della colpevolezza della donna che viene uccisa dalla polizia durante l'operazione di cattura, colta mentre tenta di fare del male al figlio Luca.
Barigozzi viene quindi scagionato e può finalmente andare a vivere con suo figlio in una casa nuova. Mentre sta riponendo dei libri in una scatola, alcuni cadono a terra scoprendo le fotografie autografate di nonno Gustavo, di Gigi Valli e della cantante Dina. A quel punto Barigozzi capisce che in realtà il serial killer è suo figlio Luca. Il ragazzo, influenzato dai discorsi frustrati del padre, aveva iniziato a uccidere per dare una spinta alla sua carriera. Il giornalista capisce di avere sbagliato tutto, avendo con il suo comportamento e la sua condotta fatto nascere nel figlio una personalità mostruosa e criminale. Luca, che s'accorge della delusione del padre stampatagli in faccia, ha paura di finire in prigione; gli chiede di firmargli il libretto delle giustificazioni per rientrare a scuola il giorno dopo, mentre nasconde il martello usato per gli altri omicidi. Barigozzi capisce tutto: prende in mano il libretto e abbassa la testa per compilare la giustificazione attendendo il proprio destino.

## Colonna sonora
Nella colonna sonora del film è presente la canzone Se piangi, che fai?, scritta dal duo Federesco-Morricone e cantata da Rita Monico.

## Commenti critici
( Tullio Kezich, Il nuovissimo Mille film. Cinque anni al cinema 1977-1982, collana Oscar manuali, n. 1657, Milano, Mondadori, 1983)